# Phoenicoprocta lydia
Phoenicoprocta lydia är en fjärilsart som beskrevs av Druce 1889. Phoenicoprocta lydia ingår i släktet Phoenicoprocta och familjen björnspinnare. Inga underarter finns listade i Catalogue of Life.